# Andria
Andria is een Italiaanse stad in de regio Apulië en samen met Barletta en Trani hoofdstad van de nieuwe provincie Barletta-Andria-Trani. De stad werd in het jaar 1046 gesticht door de Normandiërs. Tegenwoordig is het een belangrijk commercieel en agrarisch centrum.
In het historische centrum van de stad is de 12e-eeuwse kathedraal het belangrijkste monument. De Piazza Vittorio Emanuele is het hart van de stad, hieraan staat het bisschoppelijk paleis van Andria. Ten zuiden van de stad ligt het wereldberoemde kasteel Castel del Monte, dat ook op de Italiaanse munt van 1 eurocent afgebeeld staat.

## Geboren in Andria
- Koenraad IV (1228-1254), koning van Duitsland, Jeruzalem en Sicilië
- Vincenzo Carafa (1585-1649), generaal-overste van de Orde der Jezuïeten
- Carlo Broschi alias Farinelli (1705-1782), castraatzanger
- Felice Regano (1786-1861), aartsbisschop van Catania
- Corrado Ursi (1908-2003), kardinaal-aartsbisschop van Napels
- Giuseppe Muraglia (1979), wielrenner
- Riccardo Scamarcio (1979), acteur

## Galerij

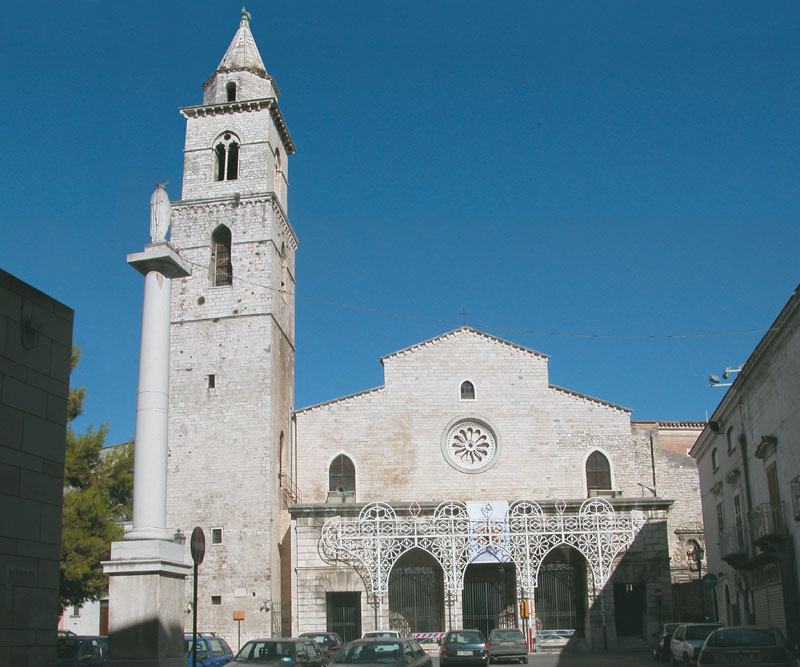
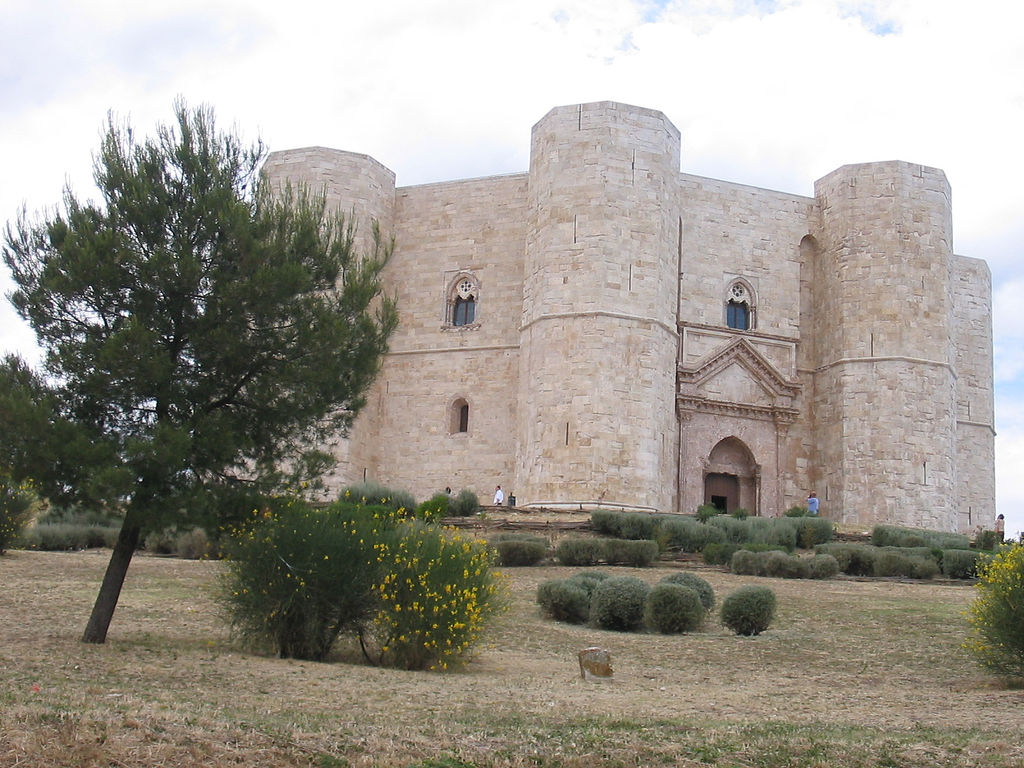
Castel del Monte
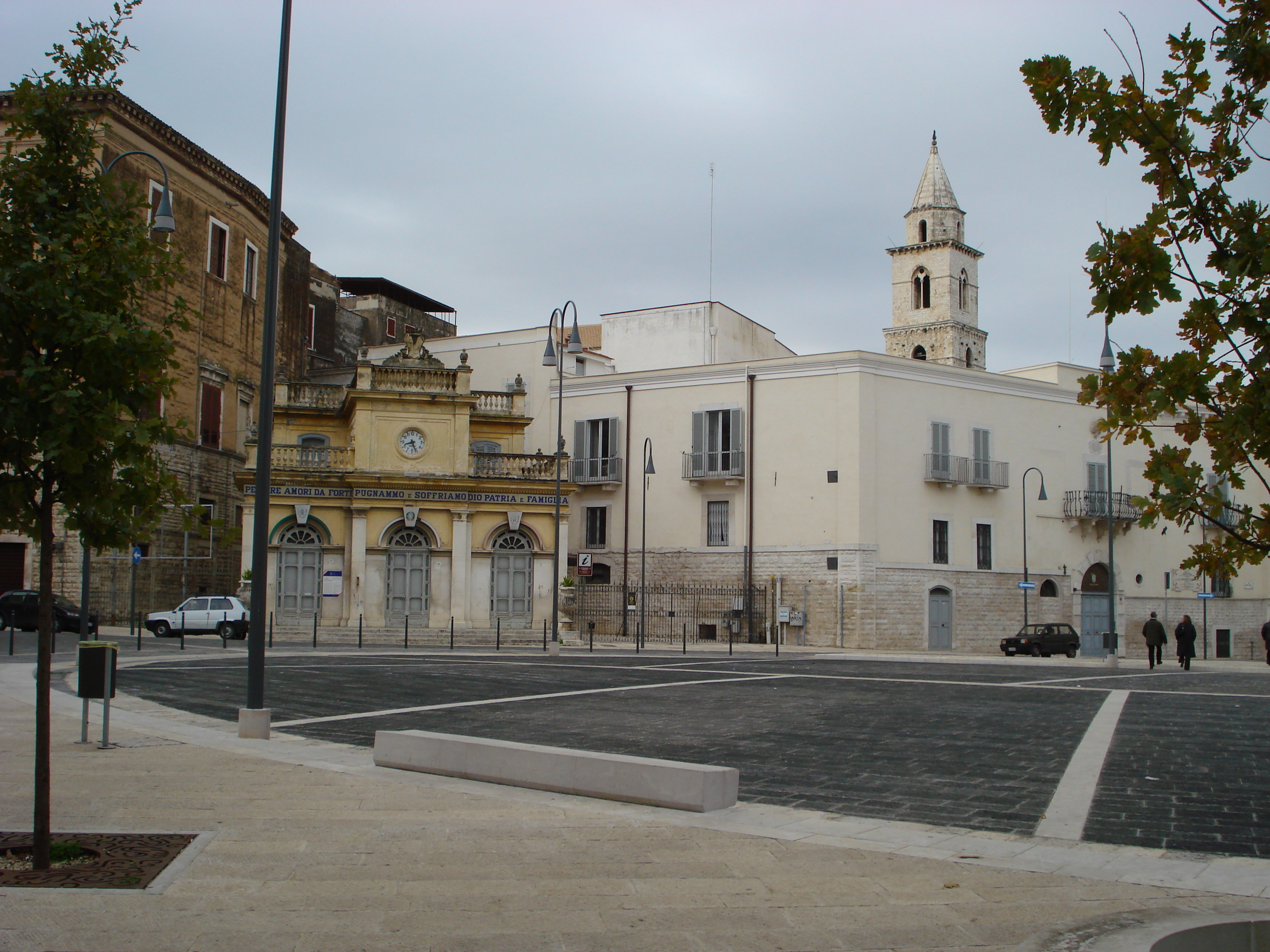